# Bonny (singolo)
Bonny è un brano strumentale eseguito dalla band australiana degli AC/DC, basato sulla ballata tradizionale scozzese The Bonnie Banks O'Loch Lomond.
Registrato inizialmente come Fling Thing nel 1976, è stato pubblicato come B-side di Jailbreak e successivamente all'interno di Backtracks.
È uscito anche come singolo nel 1992, accompagnato da una versione dal vivo di Highway to Hell.